# 緒方重威
緒方 重威（おがた しげたけ、昭和9年（1934年）6月4日 - ）は、日本の元検察官、元法務官僚、元弁護士。元公安調査庁長官。東京都目黒区のハーベスト投資顧問株式会社代表取締役。
父は検察官・弁護士の緒方浩、兄は化学者で上智大学副学長・千歳科学技術大学学長の緒方直哉。

## 経歴

### 出生から学生時代まで
父・浩が当時、岡崎検事局に勤務していたため愛知県岡崎市で生まれた。父はその後、名古屋、金沢、東京と転勤し、昭和14年（1939年）、満洲国最高検察庁検事として満州に赴任することになった。昭和14年（1939年）11月初旬、一家5人が満州国へと到着した。緒方と兄は、父に命じられていたこともあり、幼い頃から剣道を習っていた。
終戦後約1ヵ月をかけて母、兄、姉そして緒方の家族4人は無事に日本まで引き揚げてきた。満州の首都・新京で離ればなれとなった父の消息は知れず、約2年の間家族4人で暮らすことになった。父の実家の福岡県田川郡勾金村（現香春町）の祖父と祖母が温かく迎え入れてくれ、父の実家が農家だったことから、最低限食べるものには困らなかった。
早稲田高校を経て、早稲田大学第一法学部卒。23歳で司法試験に合格、検事任官。土屋公献は司法修習の同期。

### 検事として
札幌地検、東京地検などを経て、公安調査庁調査第二部長として在日本朝鮮人総聯合会の調査を担当する。
最高検察庁公安部長、公安調査庁長官を歴任。公安調査庁長官在任中に1995年3月にオウム真理教による地下鉄サリン事件が発生した際には、長官として一連の凶悪事件を起こしたオウム真理教に対する情報収集を強化した。
平成7年（1995年）仙台高検検事長。広島高検検事長を最後に定年退官し、弁護士となる。

### 弁護士として
自身の人脈で依頼を受けたものもあったが、ヤメ検の先輩に紹介された企業も数多く、10社近くの企業の監査役や顧問といった職に就任した。神戸製鋼所、太陽生命、三菱UFJ信託銀行といった有力企業からも声をかけてもらった。
訴訟ばかりでなく、文部科学省の委嘱を受けて保健体育審議会の委員や、総理府の委嘱を受けて青少年問題審議会の委員を引き受けた。

### 朝鮮総連ビル詐欺事件
2007年6月28日、ビル売却に関する詐欺容疑で元自民党衆院議員秘書満井忠男らと共に東京地検特捜部に詐欺容疑で逮捕され、2014年5月、懲役2年10月執行猶予5年の有罪判決が確定した。
なお、朝鮮総連と契約直後の2007年6月1日に韓国に出国したのは、旧日本軍の遺棄化学兵器処理事業に中国で参入する目的であったとされている。

## 略歴
- 1934年6月4日 誕生
- 1953年3月 早稲田高等学校卒業
- 1957年3月 早稲田大学第一法学部卒業。23歳で司法試験に合格した[11]。
- 1960年4月 東京地方検察庁検事任官（以後、甲府地検、横浜地検、東京地検、同八王子支部、札幌地検、札幌高検、東京地検公安部）
- 1976年3月 法務総合研究所教官
- 1979年3月 東京地方検察庁検事
- 1980年3月 法務省大臣官房営繕課長
- 1983年3月 東京高等検察庁検事
- 1984年11月 公安調査庁調査第二部長
- 1986年4月 公安調査庁総務部長
- 1988年12月 最高検察庁検事
- 1990年4月 長野地方検察庁検事正
- 1991年12月 最高検察庁公安部長
- 1993年7月 公安調査庁長官
- 1995年7月 仙台高等検察庁検事長
- 1996年6月 広島高等検察庁検事長
- 1997年6月 定年退官
- 1997年6月 弁護士登録（第二東京弁護士会）
- 1998年7月 太陽生命保険監査役
- 2001年6月 株式会社神戸製鋼所監査役
- 2005年6月 株式会社アイ・シー・エフ監査役
- 2005年10月 三菱UFJ信託銀行監査役
- 2005年11月3日 瑞宝重光章受章
- 2007年4月 ハーベスト投資顧問代表取締役
- 2007年6月28日 朝鮮総連本部ビル売却に関する詐欺容疑で東京地方検察庁特別捜査部に逮捕される
- 2009年7月16日 東京地方裁判所で懲役2年10月執行猶予5年の判決
- 2012年3月29日 東京高等裁判所が検察官、被告人双方の控訴を棄却
- 2014年5月19日 最高裁判所が被告人の上告を棄却、一審判決が確定
- 2014年6月6日 弁護士資格取消（請求）[12]。
- 2014年9月26日 瑞宝重光章返上[13]。

## 系譜

### 緒方家
（福岡県田川郡香春町、東京都）
- 父・緒方浩

父の緒方浩（明治37年（1904年）3月2日生）は福岡県田川郡の出身である。実家は農家で、もともとは地元で知られた富農だったが、父が育った頃は家勢が傾き、随分苦労して中央大学法科を卒業した。昭和4年（1929年）高等文官試験の司法科に合格し、検察官となった。
緒方によると「私が公安調査庁に奉職していた時期に部下として活躍し同庁の調査第二部長なども務めた菅沼光弘に知人のジャーナリストを通じて尋ねてみたところ、
「緒方浩さんは当時、ものすごくやり手の保守派法曹人で、政界人脈も実に幅広かった。公安調査庁が発足したころの法相だった木村篤太郎さんと親しく、藤井さんを初代長官に担ぎ出したのも、木村さんと緒方さんだったはずだ。公安調査庁にもしょっちゅういらっしゃっていたし、私たちも緒方浩さんにはいろいろな薫陶を受けた。いわば公安調査庁の顧問のような立場だった」ということであった」。

## 著書
- 『公安検察 私はなぜ、朝鮮総連ビル詐欺事件に関与したのか』 （講談社、2009年8月） ISBN 978-4062156127